# سیلور لیک، شهرستان واوشارا، ویسکانسین
سیلور لیک (به انگلیسی: Silver Lake) یک منطقهٔ مسکونی در ایالات متحده آمریکا است که در شهرستان واشرا، ویسکانسین واقع شده‌است. سیلور لیک ۲۷۰٫۰۶ متر بالاتر از سطح دریا واقع شده‌است.